# Eácides I de Epiro
Eácides (griego: Αἰακίδης) fue un rey del reino griego del Epiro.  Aἰακίδης; murió el 313 a. C.), de (331-316, †313 a. C.), era uno de los hijos de Arribas y nieto del rey Alcetas I. Sucedió en el trono a su primo Alejandro de Epiro, muerto en Italia cuando combatía contra los brucios y los lucanos.
Eácides se casó con Ftía, hija de Menón de Farsalia. Con ella tuvo tres hijos: Pirro, el único varón, y dos hijas, Deidamia y Troa. En 317 a. C., acudió en ayuda de Poliperconte para restaurar a Olimpia y al joven Alejandro, que contaba por entonces cinco años de edad, en el trono macedonio. Al año siguiente, marchó en ayuda de Olimpia, presionada por Casandro, pero los epirotas se opusieron a la expedición, levantándose contra Eácides y expulsándole del trono. Pirro, que sólo tenía dos años, se salvó de ser asesinado gracias a varios sirvientes leales. Cansados del yugo macedonio, los epirotas llamaron a Eácides de vuelta en 313 a. C. Casandro envió inmediatamente un ejército contra él, al mando de Filipo, quien le derrotó en dos batallas el mismo año, en la segunda de las cuales murió Eácides.